# Johann Friedrich Schmid (Theologe)
Johann Friedrich Balthasar Schmid (* 18. Januar/18. Juni 1729 in Langeln; † 7. März 1811 in Wernigerode) war ein deutscher lutherischer Theologe.

## Leben
Schmid war der Sohn des Organisten und Schullehrers Balthasar Achatz Schmid in Langeln in der unter preußischer Oberhoheit stehenden Grafschaft Wernigerode. Er besuchte das Lyzeum in Wernigerode und studierte von 1749 bis 1753 Evangelische Theologie an der Universität Halle. Anschließend ging er an das Lehrerseminar, nach anderen Angaben an das Predigerseminar in Wernigerode und wurde 1755 Hauslehrer des späteren Grafen Christian Friedrich zu Stolberg-Wernigerode. Am 20. Dezember 1759 erfolgte seine Ordination. Daraufhin wurde er zusätzlich Hofkaplan auf Schloss Wernigerode und rückte 1770 zum Hofpredigerin Ilsenburg auf. 1772 kam die Stelle eines Konsistorialrats beim Evangelischen Konsistorium in Wernigerode und 1781 die Funktion des Hofpredigers in Wernigerode dazu. 1786 berief sein früherer Schüler Graf Christian Friedrich Johann Friedrich Schmid zum Superintendenten der Grafschaft Wernigerode.
Das die regierenden Grafen zu Stolberg-Wernigerode auch über Besitzungen im Hohnsteinschen Forst und in dem in der früheren Grafschaft Henneberg gelegenen Marktflecken Schwarza im heutigen Thüringen verfügten, wurde Johann Friedrich Schmid auch dort als Inspektor eingesetzt und war u. a. für die Betreuung der dortigen Pfarrer in Rothesütte, Sophienhof und Schwarza zuständig.

## Schriften (Auswahl)
- Die Gestalt einer Seele, welche selig sterben kann, Wernigerode 1764,
- Rede bei der feierlichen Verlobung des Hochgeborenen etc. Grafen Christian Friedrich mit der Hochgeborenen etc. Gräfin Auguste Eleonore [...], Wernigerode 1768,
- Die nöthige Treue mit der empfangenen Gnade, Wernigerode 1769 (= Predigt),
- Das gesegnete Andencken [...] des Konsistorial-Raths und Pastors Reccard, Wernigerode 1772,
- Gedächtnispredigt auf das Absterben des Hochgeborenen etc. Grafen Henrich Ernst, Wernigerode 1778,
- Die Antwort der heiligen Schrift auf die Frage, welche unter allen die nöthigste ist, Wernigerode o. J.[1]

## Familie
Schmid war zweimal verheiratet. Aus seiner ersten, am 24. September 1761 geschlossenen Ehe mit Susanne Charlotte geborene Rüdiger, der Tochter des wohlhabenden gräflich-stolberg-wernigerödischen Regierungsrates August David Rüdiger gingen folgende Kinder hervor:
1. Sophie Christiane Friederique (* 28. November 1761 in Wernigerode); heiratete 1779 dem gräflich-stolberg-wernigerödischen Hofjäger Johann Georg Semper aus Stapelburg,
2. Christian Friedrich Ferdinand (* 23. Dezember 1765 in Wernigerode; † 28. Oktober 1850 in Stapelburg), wurde 1812 westphälischer Kantonmaire und später Amtmann in Stapelburg,
3. Carl August Christian (* 3. Oktober 1767), wurde Pfarrer in Wasserleben,
4. Charlotte Beate (* 14. März 1770), heiratete später den Pfarrer Friedrich Wilhelm Hindersin der St. Johannisgemeinde in Wernigerode, ihr gemeinsamer Sohn wurde preußischer General

Nach dem Tod seiner ersten Ehefrau heiratete er am 29. November 1770 deren Schwester Auguste Elisabeth geb. Rüdiger. Aus dieser zweiten Ehe gingen folgende Kinder hervor:
1. Ernst Christian August (* 22. Oktober 1773 in Wernigerode),
2. Friedrich Erdmann Heinrich (1778–1845), preußischer Baumeister.

1807 war Johann Friedrich Schmid Taufpate des Grafen Wilhelm zu Stolberg-Wernigerode.